# Elaphoglossum engelii
Elaphoglossum engelii là một loài thực vật có mạch trong họ Lomariopsidaceae. Loài này được (H. Karst.) Christ mô tả khoa học đầu tiên năm 1899.